# Фретка
Фре́тка, фу́ро або тхір домашній (Mustela putorius furo) — невеликий, одомашнений вид, що належить до родини мустелових (Mustelidae). Найімовірніше, є одомашненою формою дикого лісового тхора (Mustela putorius), про що свідчить його здатність схрещуватися з лісовими тхорами і давати гібридне потомство.
Як інші мустелові, мають довге струнке тіло. Мають близько 50 см завдовжки разом з хвостом, вагу від 0,7 до 2 кг, чорне, коричневе та/або біле хутро. Вид є статево диморфним, самці значно більші за самок.

## Етимологія
Слово «тхір» походить від прасл. *dъхоrь. Первісне значення цього слова — «смердюча тварина», «смердючка» (від *dъхъ — «дух», «неприємний запах» або «тхнути»).
До української мови слова «фретка», «фредка», «феретка» прийшли з польської, будучи прямим запозиченням слова пол. fretka. Це пояснюється історичними причинами, адже тхірництво в СРСР почалося з кліткових тхорів родом з Польщі. Таким чином, «фретка» і «домашній тхір» — синоніми. Слово fretka використовують також у чеській, словацькій, латиській мовах, і «фретка» — у російській.
Польське «fretka» походить з нім. Frettchen (раніша форма Frett) — адаптації фр. furet («домашній тхір», «фретка»), яке, за одною з версій, утворене від народно-латинського *fūrittus («злодюжка»).
Назва «ferret» походить від лат. *fūrittus, що означає «злодюжка» (від fūr — «злодій»), або «ferret» походить від уельського ffured — хитрун, лукавий, підступний.

## Історія одомашнення

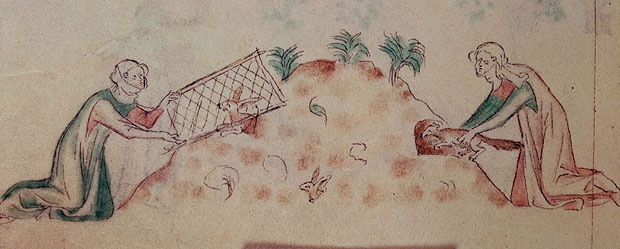
Жінки полюють кролів з фреткою. Мініатюра з «Псалтирі королеви Марії», 1316—1321 р.

Згідно з філогенетичними дослідженнями, домашній тхір був виведений з лісового тхора (Mustela putorius) і, ймовірно, походить від північноафриканської лінії цього виду. Американська спілка маммалогів класифікує M. furo як окремий вид.
У Сполучених Штатах тхори були відносно рідкісними домашніми тваринами до 1980-х років. За оцінками урядового дослідження, проведеного Програмою охорони птахів і ссавців штату Каліфорнія, до 1996 року в США налічувалося близько 800 000 домашніх тхорів.

### Полювання з тхорами

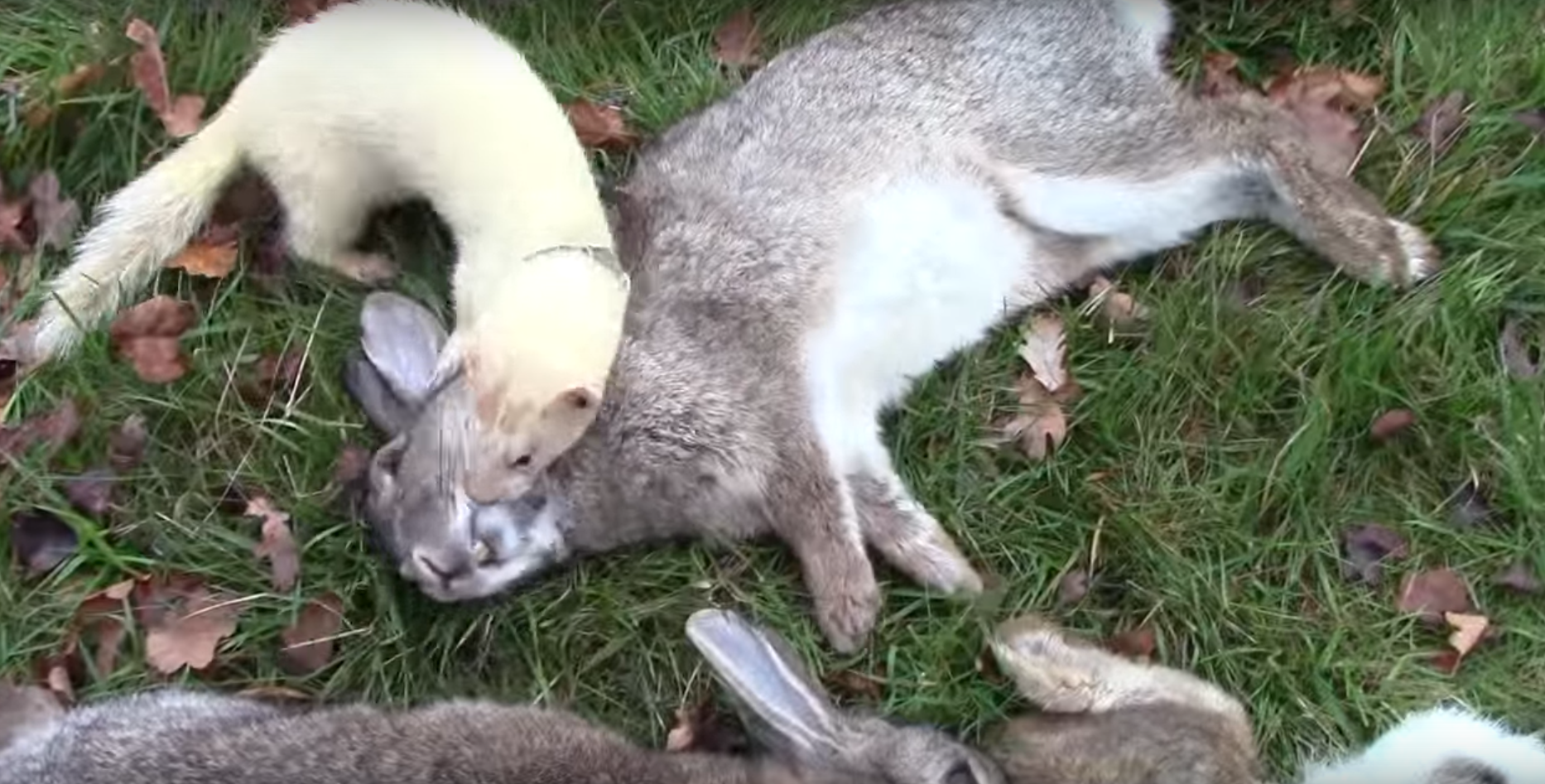
Фретка як мисливська тварина

Точна причина одомашнення тхора невідома. але, швидше за все, була пов'язана з полюванням. Завдяки своїй довгій, худорлявій статурі та допитливій натурі тхори дуже добре пристосовані до того, щоб проникати в нори й виганяти з них гризунів, кроликів і зайців. Тхорів, ймовірно, використовували для полювання ще римляни. Римські історики Пліній і Страбон записали, що Октавіан Август відправив «viverrae» з Лівії на Балеарські острови для боротьби з епідемією кролячої чуми в 6 році до н.е. Припускають, що «viverrae» могло означати тхорів, або мангустів. Чингісхан, правитель Монгольської імперії, використовував тхорів у гігантському полюванні в 1221 році, яке мало на меті очистити цілий регіон від диких тварин.
Полювання з фретками досі існує в деяких країнах, таких як США, Велика Британія, Австралія, у місцевостях, де некероване зростання чисельності диких кролів становить небезпеку для господарства. У 2009 році використовувати свійських тхорів для регулювання поголів'я кролів почали й у Фінляндії. Втім, у деяких країнах таке полювання заборонено.

## Опис

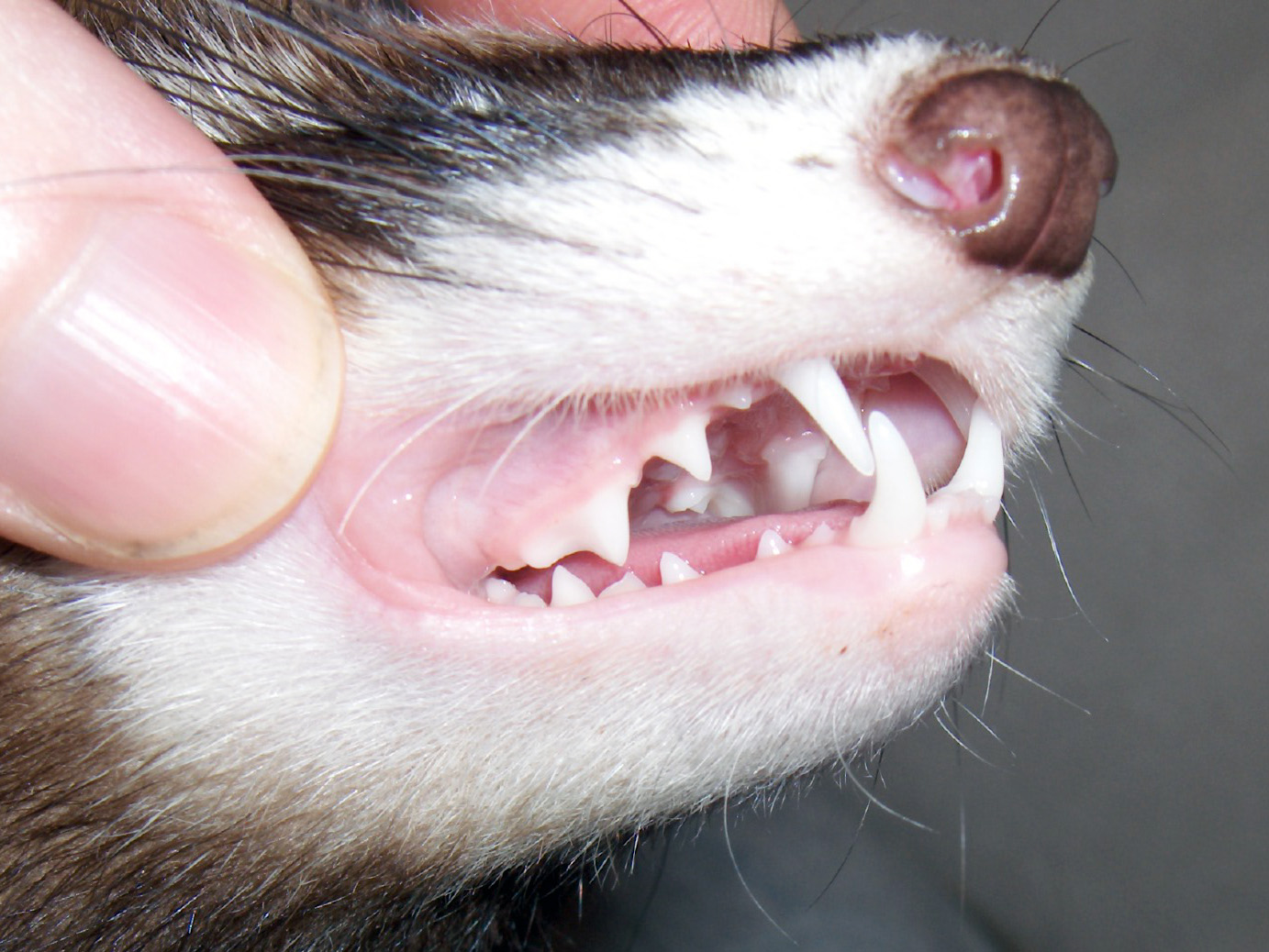
Зуби фретки

Тхори мають типову для мустелевих форму тіла, довгу і струнку. Їхня середня довжина тіла становить близько 50 см, включаючи хвіст довжиною 13 см. Їхнє забарвлення буває різним: коричневим, чорним, білим або змішаним. Вони важать від 0,7 до 2,0 кг і є статево диморфними, оскільки самці значно більші за самок. Середній період вагітності становить 42 дні, і самки можуть мати два або три приплоди на рік. Розмір посліду зазвичай становить від трьох до семи малят, яких відлучають від грудей через три-шість тижнів і які стають самостійними у вікі трьох місяців. Статевозрілими тхори стають приблизно у 6 місяців, а середня тривалість життя становить від 7 до 10 років.

### Зубний апарат
Фретки мають чотири типи зубів:
- 12 різців, розташованих між іклами. Вони сягають лише 2 мм у довжину, слугують тварині для доглядання хутра;
- 4 ікла, які призначені для умертвіння здобичі;
- 12 півкорінних зубів (премолярів), розташованих одразу за іклами. Вони слугують для жування їжі по боках рота і перерізування м'яса;
- 6 корінних зубів (молярів), двох на верхніх щелепах і чотирьох на нижніх, що призначені для подрібнення їжі.

### Забарвлення

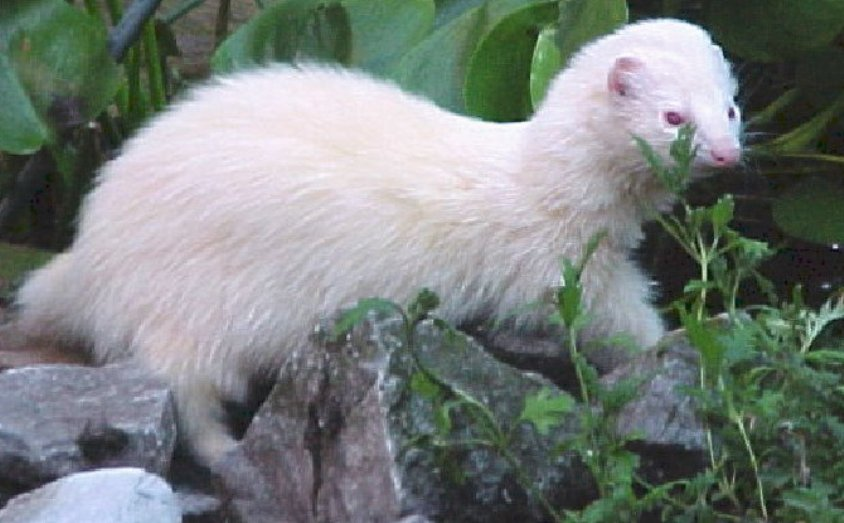
Фретка-альбінос

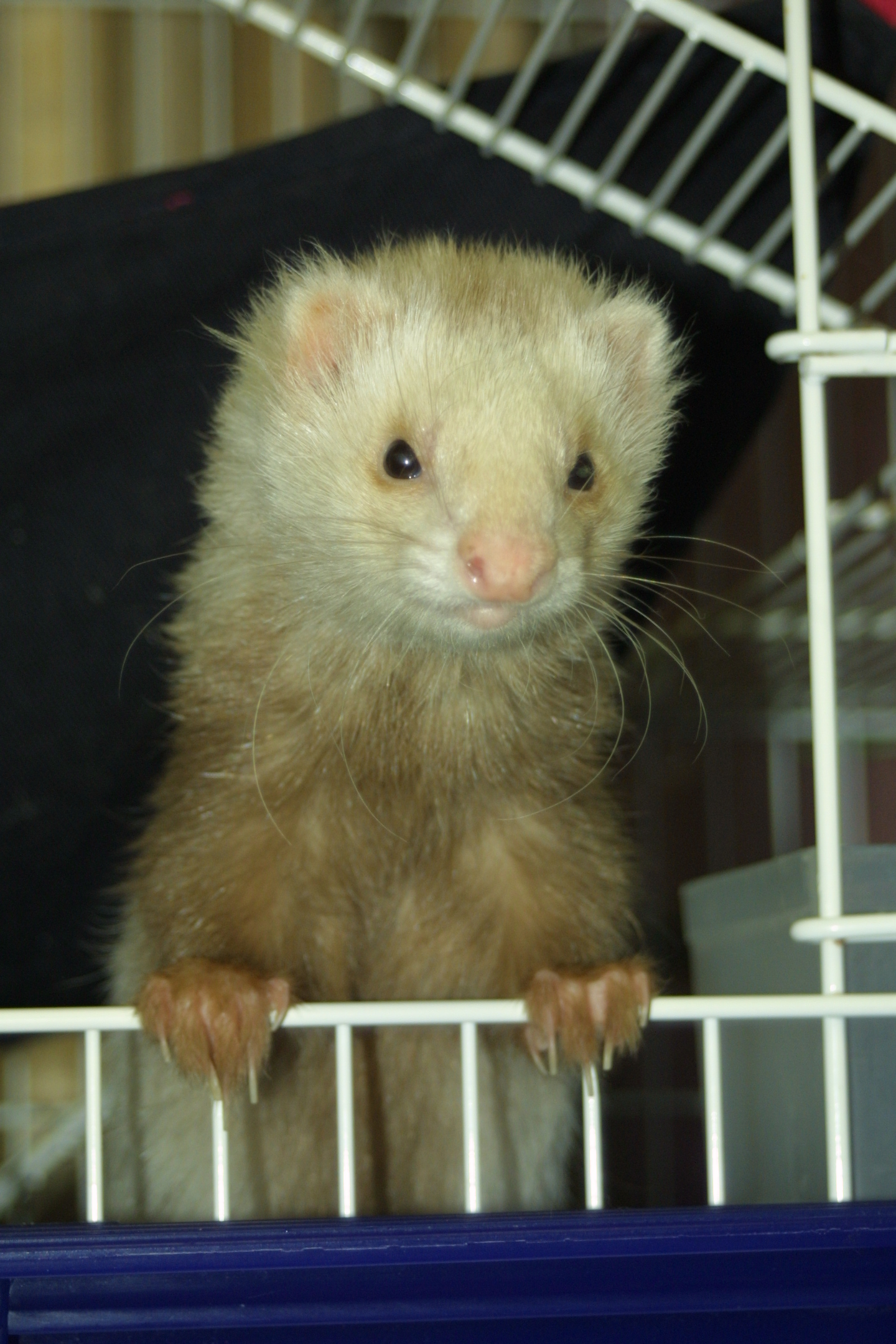
Ангорська фретка

Хутро тхорів складають два типи волосся — остьове й пухове. Остьове волосся прикриває пухове й перешкоджає звалюванню волосяного покриву. Основний обсяг складає пухове волосся — це тонкі, короткі, м'які волоски, що забезпечують захист від низьких температур. Залежно від кольору волосся розрізнюють кілька забарвлень фреток, з різними відтінками, які можуть мінятися у певних межах (від віку, фізіологічного стану, пори року). Так, взимку звірки часто світліші, ніж влітку. Існує кілька класифікацій забарвлення фреток.

#### Американська класифікація
Класифікація Американської асоціації фреток (American Ferret Association) виділяє 8 забарвлень (colors), 4 розцвітки (patterns) і 3 види білих міток (white markings). Під «забарвленням» розуміють колір хутра, очей і носа, під «розцвіткою» — малюнок, утворюваний різними плямами забарвлення на тілі тварини, під «білими мітками» — розташування на ньому плям без пігменту.
- Забарвлення: альбінос (albino, red-eyed white), чорний (black), соболиний (sable), шампанський (champagne), шоколадний (chocolate), коричний (cinnamon) та темноокий білий (dark-eyed white).
- Розцвітки: сіамська (siamese), чала[уточнити термін] (roan), суцільна (solid) та стандартна (standard).
- Види білих міток: блейз (blaze), панда (panda), рукавички[уточнити термін] (mitts).

## Поведінка
Тхори проводять уві сні 14—18 годин на добу і найбільш активні на світанку і в сутінках. Домашнім тхорам, яких утримують в клітці, необхідно щодня виходити на прогулянку і хоча б годину проводити граючись. На відміну від своїх предків, які є тваринами-одинаками, більшість домашніх тхорів будуть щасливо жити в соціальних групах. Вони територіальні, люблять ритися в норах і віддають перевагу сну в закритому темному просторі.
Як і багато інших мустелових, тхори мають пахучі залози біля ануса, виділення з яких використовуються для мічення території. Тхори можуть розпізнавати особин за виділеннями анальних залоз, а також визначати стать незнайомих особин. Як і скунси, тхори можуть випускати секрет анальних залоз, коли вони налякані, але запах набагато менш сильний і швидко розсіюється.

### Вокалізації

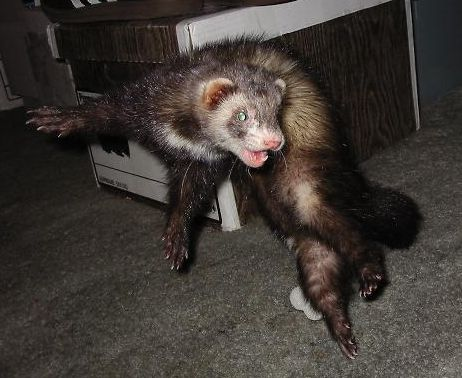
Тхір виповнює «weasel war dance»

Якщо вони збуджені, то можуть демонструвати поведінку, яка називається «weasel war dance», що характеризується шаленими стрибками з боку в бік, стрибками й наштовхуванням на предмети, що знаходяться поруч. Попри свою назву, танець не є проявом агресії, а радше радісним запрошенням до гри. Він часто супроводжується унікальним тихим квоктанням. Коли тхори налякані, вони шиплять, а коли засмучені — тихо пищать.

### Харчування
Домашні тхори — облігатні м'ясоїдні тварини, що означає, що вони можуть харчуватися виключно м'ясом. Природний раціон їхніх диких предків складався з цілої дрібної здобичі, включаючи м'ясо, органи, кістки, шкіру, пір'я та хутро. У тхорів коротка травна система і швидкий метаболізм, тому вони потребують регулярних прийомів їжі. Готові сухі корми, що майже повністю складаються з м'яса (включаючи високоякісний котячий корм, хоча спеціалізовані корми для тхорів стають все більш доступними й кращими), забезпечують найбільшу поживну цінність. Деякі власники тхорів годують тхорів попередньо вбитою або живою здобиччю (наприклад, мишами та кроликами), щоб наблизити їхній раціон до природного. Травний тракт тхорів не має сліпої кишки, і тварина майже не здатна перетравлювати рослинну їжу.
Коли про фізіологію тхорів ще було відомо мало, багато заводчиків і зоомагазинів рекомендували включати в раціон тхорів фрукти, але тепер відомо, що така їжа недоречна і може мати негативні наслідки для їхнього здоров'я.
У віці близько 6 місяців тхори закріпляють свій раціон в пам'яті, що значить що у старшому віці може бути важче включати нову їжу в їхню дієту. Навіть змінювати бренд корму може викликати складнощі, якщо тхір не звик до нього, коли був кошеням. В силу цього, рекомендується давати молодим тхорам якомога більше різних видів і смаків відповідного корму.

## Догляд і утримання
Утримання тхора можливе як у клітці, так і на волі у домі.
У клітці повинні бути передбачені місця для сну (повністю прихований від очей будиночок), зона ігри, місце годування, й місце для лотка. Краще за все завести багатоповерхову клітку, оскільки фретки люблять лазити по вертикальних поверхнях. У спальному місці підвішують гамак, бажано забезпечити годованця драбинками або сітками для лазіння. Також у будиночок варто покласти побільше старого ганчір'я: фретки люблять вовтузитися у тканині[джерело?]. У разі кліткового утримання фреткам необхідне щоденне вигулювання протягом кількох годин поза кліткою. Не можна держати звірка в клітці постійно.
При вільному утриманні тхора, коли йому, подібно собаці або кішці, надають можливість вільно бігати квартирою, догляд за ним дещо ускладнюється. У приміщеннях не повинне бути щілин і отворів, у яких можуть фретки можуть застрягти, необхідно прибрати з меж доступу квіткові горщики або сміттєві відра. Звірки полюбляють гризти гуму[джерело?], тому необхідно виключити їхній контакт з гумовими оболонками дротів і прокладками. Харчові припаси теж слід прибрати у недоступне тхорам місце. Треба мати на увазі, що завдяки своїм розмірам фретки можуть опинитися у найбільш неочікуваних містах: за шафою, канапою, під ліжком тощо. При вільному утриманні звірку слід влаштувати «будиночок», темне й безпечне місце, що буде слугувати йому місцем для сну, а також схованкою у стресових ситуаціях.
Вигулюють фреток на спеціальному повідку, на двох лямках, що обхоплюють тулуб тварини.
Кігті фреток ростуть дуже швидко, тому їх необхідно регулярно підстригати. Для цього використовують щипчики й пилочку. Лінія відрізу має бути паралельною внутрішній лінії кігтя — зістригають (сточують) тільки гачок, що росте донизу. Треба уникати пошкодження кровоносної судини усередині кігтя.
Купають фретку не частіше 1—2 разів на місяць[джерело?] та з необхідності (якщо вона сильно забрудниться). Для миття найліпше вживати спеціальні шампуні й протічну воду температурою 37—38 °C[джерело?]. Деякі фретки люблять плавати у ванні й навіть пірнати.

## Здоров'я
Тхори схильні до кількох різних захворювань. Серед найпоширеніших — рак, що вражає наднирники, підшлункову залозу та лімфатичну систему.
Захворювання надниркових залоз — розростання надниркових залоз, яке може бути як гіперплазією, так і раком, найчастіше діагностується за такими ознаками, як незвичне випадіння шерсті, підвищена агресивність, утруднене сечовипускання або дефекація. Варіанти лікування включають хірургічне видалення уражених залоз, імплантацію мелатоніну та гормональну терапію. Причинами захворювання надниркових залоз, як припускають, є порушення світлового циклу, дієти, що викликаються обробленими тхорячими кормами, і стерилізація в передпубертатному віці. Також припускається, що захворювання надниркових залоз може мати спадковий компонент.
Інсулінома — тип раку клітин тканини підшлункової залози, є найпоширенішою формою раку у тхорів. Найчастіше зустрічається у тхорів у віці від 4 до 5 років.
Лімфома — найпоширеніша злоякісна пухлина у тхорів. Лімфосаркома тхора зустрічається у двох формах — ювенільна лімфосаркома, швидкозростаючий тип, який вражає тхорів віком до двох років, і лімфосаркома дорослих, яка вражає тхорів віком від чотирьох до семи років.
Вірусні захворювання включають чумку собак, грип і системний коронавірус тхорів.

## Як лабораторні тварини
Тхори є цінною модельною твариною для вивчення людського грипу, і використовувалися для вивчення вірусу H1N1 (свинячий грип) 2009 року. У тхорів, яким інтраназально вводили змиви з носоглотки людини, розвивався грип, що передавався іншим сусідам по клітці та людям-дослідникам. Дуже невелике експериментальне дослідження на тхорах показало, що назальний спрей ефективно блокував передачу коронавірусу SARS-CoV-2, який викликає COVID-19.